# تعليم بالاستقصاء
التعليم بالاستقصاء ويُعرف أحيانًا باسم طريقة الاستقصاء) هي طريقة تعليم تتمركز حول الطالب وتركز على توجيه الأسئلة. إذ يتم تشجيع الطلاب على توجيه الأسئلة الهادفة بالنسبة لهم، والتي ليست بالضرورة ذات إجابات سهلة؛ كما يتم تشجيع المعلمين على تجنب تقديم الإجابات عند تمكنهم من ذلك، وتجنب تقديم إجابات مباشرة على أية حال، بل يُستحسن توجيه المزيد من الأسئلة. وقد قام نيل بوستمان وتشارلز وينجارتنر بتأييد هذه الطريقة في كتابهما التعليم كنشاط هدام (Teaching as a Subversive Activity).
وقد تم تحفيز طريقة الاستقصاء من خلال إقرار بوستمان ووينجارتنر (Postman and Weingartner) بأن المتعلمين الجيدين والأشخاص العقلانيين المعتدلين يركزون انتباههم ونشاطهم على العملية الحيوية للاستقصاء ذاته، وليس فقط المنتج النهائي للمعرفة الثابتة. فقد كتبا في كتابهما أن هناك ميزات محددة معروف بها كل المتعلمين الجيدين (بوستمان ووينجارتنر، 31 - 33)، إذ قالا إن كل المتعلمين الجيدين لديهم:
- الثقة في قدرتهم على التعلم
- الاستمتاع بحل المشكلات
- إحساس قوي بالارتباط
- الاعتماد على حكمهم الخاص على الأشخاص الآخرين والمجتمع
- عدم الخوف من الخطأ
- عدم التعجل في الإجابة
- مرونة وجهة النظر
- احترام الحقائق، والقدرة على التفريق بين الحقيقة والرأي
- عدم الحاجة إلى إجابات نهائية لكل الأسئلة، وتفضيل عدم معرفة إجابات للأسئلة الصعبة بدلاً من التسليم للإجابات المبسطة

وفي محاولة لغرس هذه المهارات والسلوكيات في الطلبة، يجب أن يتصرف المدرس الذي يتبع طريقة الاستقصاء في التربية بطريقة تختلف تمامًا عن المدرس التقليدي. ويقترح بوستمان ووينجارتنر أن مدرسي الاستقصاء يتميزون بالصفات التالية (صفحة 34–37):
- يتجنبون إخبار الطلاب ما «يلزمهم معرفته».
- يتحدثون إلى الطلاب غالبًا عن طريق توجيه الأسئلة، وخاصة عن طريق توجيه أسئلة مختلفة.
- لا يقبلون بالإجابات القصيرة والبسيطة على الأسئلة.
- يشجعون الطلاب على التفاعل مباشرةً مع بعضهم وتجنب الحكم على ما يُقال في تفاعلات الطلاب.
- لا يلخصون مناقشة الطلاب.
- لا يخططون لاتجاه محدد لدروسهم مقدمًا، ويسمحون بتطويره كاستجابة لاهتمامات الطلاب.
- تطرح دروسهم المشكلات على الطلاب.
- يقيسون نجاحهم عن طريق التغير في سلوك استقصاء الطلاب (مع وضع الصفات المذكورة أعلاه «للمتعلمين الجيدين» كهدف).

## كتابات أخرى
- Awbrey, Jon, and Awbrey, Susan (1995), "Interpretation as Action: The Risk of Inquiry", Inquiry: Critical Thinking Across the Disciplines 15, 40-52. Eprint